# Zabow (Wüstung)
Zabow war im Mittelalter ein Dorf im Herzogtum Pommern.
Die älteste Erwähnung von Zabow stammt aus einer Urkunde aus der Zeit von 1219 bis 1222: Herzogin Ingardis von Pommern, die Witwe von Herzog Kasimir II., schenkte drei Dörfer an die Marienkirche in Kolberg, neben „Bogutyn“ (Bogenthin) und „Gharin“ (Garrin) das Dorf „Zabow“. Herzog Wartislaw III., Sohn von Herzogin Ingardis, bestätigte in einer Urkunde aus dem Jahre 1253 die Schenkung und befreite zugleich die drei Dörfer von allen weltlichen Lasten, außer denen der Landesverteidigung.
Zabow wurde zuletzt im Jahre 1276 in einer Urkunde des Camminer Bischofs Hermann von Gleichen genannt und fiel später wüst. Zabow lag wohl zwischen Garrin und Nehmer. Seine Feldmark kam an Garrin; in dem Flurnamen „Sabowsches Feld“ oder „Sabausches Feld“ blieb der Ortsname erhalten. Zu Anfang des 19. Jahrhunderts soll noch ein Birnbaum in einem ehemaligen Garten von Zabow gestanden haben.
Als in der Mitte des 19. Jahrhunderts in der Feldmark von Garrin zahlreiche Hofstellen (Ausbauten) angelegt wurden, wurden einige der Ausbauten auf der alten Dorfstelle von Zabow angelegt. Ihre Bewohner wurden „die Sabauschen“ genannt. 
Die ehemalige Dorfstelle liegt heute im Gebiet der Gmina Siemyśl (Landgemeinde Simötzel) in der Woiwodschaft Westpommern in Polen.